# Arthropodium
Arthropodium es un género con 31 especies descritas de plantas herbáceas perennes nativas del Hemisferio Sur perteneciente a la antigua familia Laxmanniaceae ahora subfamilia Lomandroideae.
Los rizomas de algunas especies pueden comerse como de hortalizas, incluidas A. cirratum , A. milleflorum, A. minus y A. strictum .
A. cirratum es nativa de Nueva Zelanda. Se utiliza para la medicina, así como para la alimentación, y tiene importancia simbólica tradicional en la cultura maorí. 

## Taxonomía
El género fue descrito por Robert Brown  y publicado en Prodromus Florae Novae Hollandiae 276. 1810.

## Especies aceptadas
- Arthropodium bifurcatum Heenan, A.D.Mitch. & de Lange
- Arthropodium caesioides H.Perrier
- Arthropodium candidum Raoul
- Arthropodium cirrhatum (G.Forst.) R.Br.
- Arthropodium curvipes S.Moore
- Arthropodium dyeri (Domin) Brittan
- Arthropodium milleflorum (DC.) J.F.Macbr.
- Arthropodium minus R.Br.
- Arthropodium neocaledonicum Baker